# Governo Marin
Il Governo Marin è stato il 76º governo della Finlandia, dal 10 dicembre 2019 al 20 giugno 2023, per un totale di 3 anni 6 mesi e 10 giorni (di cui 2 mesi e 15 giorni in forma dimissionaria a partire dal 5 aprile 2023).
Insediatosi ad una settimana dalle dimissioni del precedente Governo Rinne, avvenute dopo la richiesta ufficiale da parte del Partito Socialdemocratico di proporre Sanna Marin come successore di Antti Rinne, è stato costituito e sostenuto stessa coalizione del precedente governo, ed ha altresì avuto una composizione ministeriale quasi uguale a quest’ultimo.

## Dimissioni
Il 5 aprile 2023, pochi giorni dopo le elezioni, riconosciuta la sconfitta, la Ministra capo Sanna Marin annuncia le dimissioni dell’esecutivo, recandosi, il 6 aprile, dal Presidente Sauli Niinistö per rassegnarle ufficialmente al fine di favorire la formazione di un nuovo esecutivo. Il Presidente, dunque, accetta le dimissioni e invita il governo a rimanere in carica per il disbrigo degli affari correnti fino al giuramento del nuovo esecutivo.

## Situazione parlamentare
| Camera    | Collocazione | Partiti                                                             | Seggi     |
| --------- | ------------ | ------------------------------------------------------------------- | --------- |
| Eduskunta | Maggioranza  | SDP (40) - KESK (31) - VIHR (20) - VAS (16) - SFP/RKP (10)          | 117 / 200 |
| Eduskunta | Opposizione  | PS (38) - KOK (37) - KD (5) - LIIK (1) - VKK (1) - Indipendente (1) | 83 / 200  |

## Composizione
Partito Socialdemocratico (SDP)
     Partito di Centro (KESK)
     Lega Verde (VIHR)
     Alleanza di Sinistra (VAS)
     Partito Popolare Svedese di Finlandia (SFP/RKP)
| Funzione                                      | Titolare                                              | Titolare | Titolare                                    | Partito |
| --------------------------------------------- | ----------------------------------------------------- | -------- | ------------------------------------------- | ------- |
| Ministro capo                                 |                                                       |          | Sanna Marin                                 | SDP     |
| Vice Ministro capo                            |                                                       |          | Katri Kulmuni (fino al 9 giugno 2020)       | KESK    |
| Vice Ministro capo                            | Matti Vanhanen (dal 9 giugno al 10 settembre 2020)    |          |                                             | KESK    |
| Vice Ministro capo                            | Annika Saarikko (dal 10 settembre 2020)               |          |                                             | KESK    |
| Finanze                                       |                                                       |          | Katri Kulmuni (fino al 9 giugno 2020)       | KESK    |
| Finanze                                       | Matti Vanhanen (dal 9 giugno al 27 maggio 2021)       |          |                                             | KESK    |
| Finanze                                       | Annika Saarikko (dal 27 maggio 2021)                  |          |                                             | KESK    |
| Affari esteri                                 |                                                       |          | Pekka Haavisto                              | VIHR    |
| Interno                                       |                                                       |          | Maria Ohisalo (fino al 19 novembre 2021)    | VIHR    |
| Interno                                       | Krista Mikkonen (dal 19 novembre 2021)                |          |                                             | VIHR    |
| Cooperazione allo sviluppo e Commercio estero |                                                       |          | Ville Skinnari                              | SDP     |
| Giustizia                                     |                                                       |          | Anna-Maja Henriksson                        | SFP/RKP |
| Impiego                                       |                                                       |          | Tuula Haatainen                             | SDP     |
| Difesa                                        |                                                       |          | Antti Kaikkonen                             | KESK    |
| Governo locale                                |                                                       |          | Sirpa Paatero                               | SDP     |
| Trasporti e Comunicazioni                     |                                                       |          | Timo Harakka                                | SDP     |
| Istruzione                                    |                                                       |          | Li Andersson (fino al 17 dicembre 2020)     | VAS     |
| Istruzione                                    | Jussi Saramo (dal 17 dicembre 2020 al 29 giugno 2021) |          |                                             | VAS     |
| Istruzione                                    | Li Andersson (dal 29 giugno 2021)                     |          |                                             | VAS     |
| Scienza e Cultura                             |                                                       |          | Hanna Kosonen (fino al 6 agosto 2020)       | KESK    |
| Scienza e Cultura                             | Annika Saarikko (dal 6 agosto 2020 al 27 maggio 2021) |          |                                             | KESK    |
| Scienza e Cultura                             | Antti Kurvinen (dal 27 maggio 2021 al 29 aprile 2022) |          |                                             | KESK    |
| Scienza e Cultura                             | Petri Honkonen (dal 29 aprile 2022)                   |          |                                             | KESK    |
| Affari europei e Gestione della proprietà     |                                                       |          | Tytti Tuppurainen                           | SDP     |
| Ambiente e Cambiamento climatico              |                                                       |          | Krista Mikkonen (fino al 19 novembre 2021)  | VIHR    |
| Ambiente e Cambiamento climatico              | Emma Kari (dal 19 novembre 2021 al 7 giugno 2022)     |          |                                             | VIHR    |
| Ambiente e Cambiamento climatico              | Maria Ohisalo (dal 7 giugno 2020)                     |          |                                             | VIHR    |
| Agricoltura e Foreste                         |                                                       |          | Jari Leppä (fino al 29 aprile 2022)         | KESK    |
| Agricoltura e Foreste                         | Antti Kurvinen (dal 29 aprile 2022)                   |          |                                             | KESK    |
| Affari economici                              |                                                       |          | Mika Lintilä                                | KESK    |
| Affari sociali e Salute                       |                                                       |          | Aino-Kaisa Pekonen (fino al 29 giugno 2021) | VAS     |
| Affari sociali e Salute                       | Hanna Sarkkinen (dal 29 giugno 2021)                  |          |                                             | VAS     |
| Famiglia e Servizi sociali                    |                                                       |          | Krista Kiuru (fino al 4 febbraio 2022)      | SDP     |
| Famiglia e Servizi sociali                    | Aki Lindén (dal 4 febbraio al 6 ottobre 2022)         |          |                                             | SDP     |
| Famiglia e Servizi sociali                    | Krista Kiuru (dal 6 ottobre 2022)                     |          |                                             | SDP     |
| Cooperazione nordica ed Uguaglianza           |                                                       |          | Thomas Blomqvist                            | SFP/RKP |

Fonte: (EN) Ministers, su valtioneuvosto.fi. URL consultato il 2 aprile 2023 (archiviato dall'url originale il 4 marzo 2020).